# Mas Canyís
|  | Per a altres significats, vegeu «Mas Canyís (Banyeres del Penedès)». |

El Mas Canyís és un nucli i una urbanització construïda al voltant de l'antiga masia del Mas Canyís al municipi de Bellvei (el Baix Penedès) prop del qual ha crescut la urbanització de la Baronia del Mar, antigament dita el Mas Canyís, que també s'estén pels termes de Calafell i el Vendrell.
El Mas Canyís és a 2 km al sud-oest del poble, a la part més muntanyosa del terme municipal i molt a prop de les restes del castell de la Muga (Mas de la Muga). S'hi accedeix des del poble de Bellvei per la carretera TV-2126 o per la C-31 entre Calafell i el Vendrell.
Constava com una entitat de població de Bellvei el 1989. El Mas Canyís ja no consta com una entitat de població, sinó que l'antiga urbanització ha estat engolida pel creixement de la Baronia de Mar (2020).
Antigament, l'indret era una partida de terra de l'heretat del Mas Canyís. Una part de l'heretat pertanyia al terme de Bellvei i una altra de 15 jornals al terme de Calafell.